# Tetranchyroderma multicirratum
Tetranchyroderma multicirratum is een buikharige uit de familie Thaumastodermatidae. Het dier komt uit het geslacht Tetranchyroderma. Tetranchyroderma multicirratum werd in 2007 voor het eerst wetenschappelijk beschreven door Lee & Chang. 